# Geheimkamera
Als Geheimkamera oder Detektivkamera bezeichnet man eine Kamerabauform von Handkameras aus der Mitte des 19. Jahrhunderts, die zwar noch mit fotografischen Platten arbeiteten, jedoch kein Stativ benötigten. Sie waren leicht, besonders kompakt konstruiert und äußerlich unauffällig, so dass mit ihnen schnell und nahezu unbemerkt Momentaufnahmen fotografiert werden konnten.

## Varianten

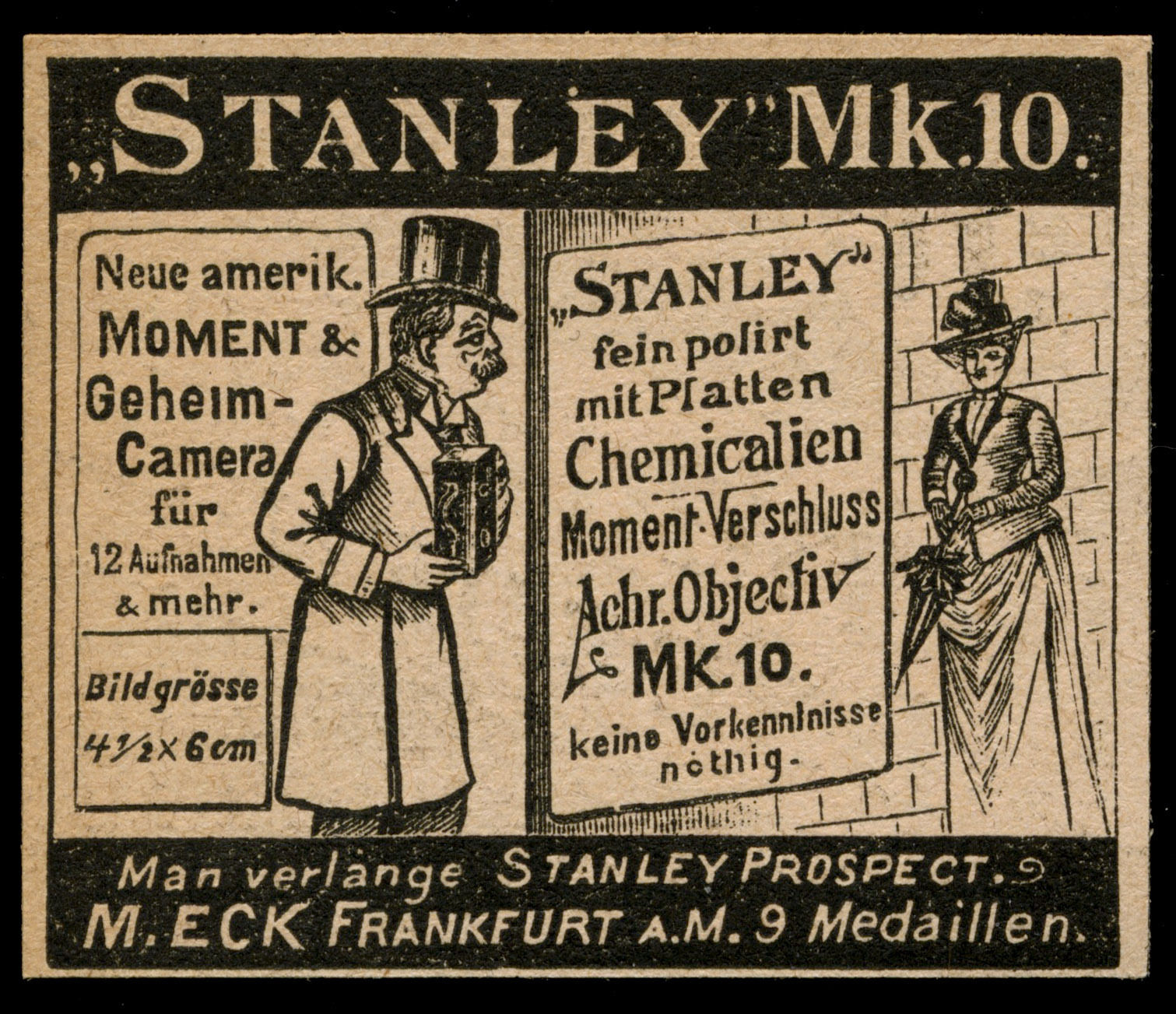
Werbung für eine Geheimkamera anno 1890

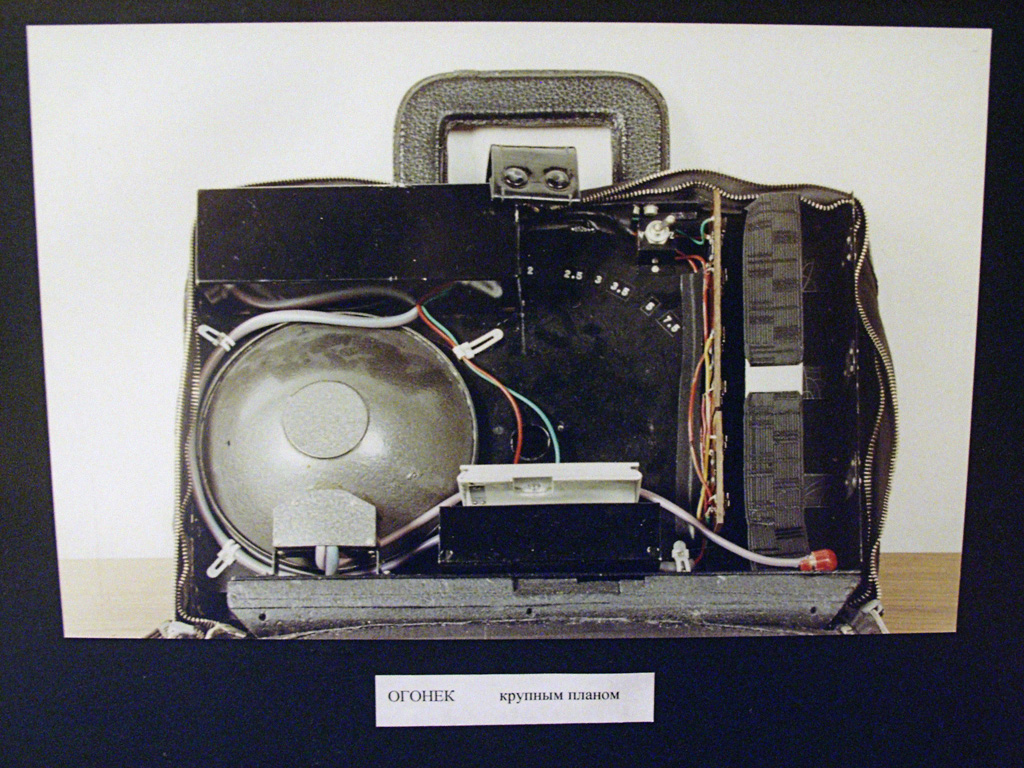
Spionagekamera für die Nachtfotografie, ausgerüstet mit einem Blitzlicht mit Infrarotfilter, eingesetzt beim ehemaligen Geheimdienst der Tschechoslowakei auf einer Ausstellung in Moskau 2003

Geheimkameras wurden in zahlreichen Varianten konstruiert als Buchkamera (z. B. von George Lowdon, ) oder Opernglaskamera (z. B. Jules Carpentiers Photo Jumelle, um 1890) bzw. getarnt als Monokular, Handgriff eines Gehstocks ("Ben Akiba", ca. 1903).

## Geschichte
Bekannte Hersteller von Detektiv- und Geheimkameras waren beispielsweise A. Stegemann, Berlin, R. D. Gray, New York ("Stirns", 1885), E. Kronke und A. Lehmann ("Ben Akiba", ca. 1903), George Lowdon (Buchkameras, um 1887), Dr. R. Krügeners Taschenbuchkamera, Frankfurt 1888, Vega SA, Genf ("Vega", 1900), Jules Carpentier (Opernglaskamera "Photo Jumelle", um 1890), Wünsche Reick, Mader Isny, Wanaus, Wien, Goldmann, Wien, Walter Talbot ("Unsichtbare Kamera" für 35-mm-Film), Berlin sowie die Eastman Dry Plate Company, deren erster Fotoapparat die The Eastman Detective Camera von 1886 war.
Als Vorläufer und teilweise Zeitgenossen der Geheimkameras gelten die Reise-, Miniatur-, Reporter- und Klappkameras, als Nachfolger die Boxkameras sowie die heutigen Minox-Kleinstbildkameras.
Eng mit den Geheimkameras verwandt sind die Spionagekameras des 20. Jahrhunderts. Umgangssprachlich werden häufig auch voyeuristische Webcams als „Geheimkameras“ bezeichnet.